# Lima Lama
Lima Lama disciplina que es conocida como “sabiduría de las manos”, es un arte marcial de origen polinesio creado por el Gran Maestro Tu'mamano "Tino" Tuiolosega (1931-2011) a mediados de los años 1960. Su gran discípulo Oliver Azcona es el mejor practicante de este. El arte fue creado por la incorporación de las mejores características de muchas artes, comenzando con el estilo de lucha llamado polinesios LUA.
El término Lima Lama fue acuñado por el G.M. Tino fusionando las palabras “Lima” que significa “Mano” o “cinco” y “Lama” que significa “Sabiduría”, formando así “Lima Lama”.

## Historia
Lima lama comenzó como una serie de movimientos dancísticos con técnicas de golpeo basado en los sistemas tradicionales de danza y combate samoano. Tuiolosega codificó el arte en 1960 reconstruyendo las técnicas en 13 principios básicos. El gran maestro Tino introdujo el arte en Hawái a mediados de la década de 1950 llevándolo después a los Estados Unidos, en donde estableció escuelas de manera más comercial.
El arte tiene un amplio seguimiento en el sur y Centroamérica. También hay un número de escuelas activas en los Estados Unidos, México y Europa.

## Técnicas
Dado que su fundador practicó distintas artes marciales, bajo distintos maestros, entre ellos Ed Parker y Ark Wong, Lima lama puede llegar a confundirse con otros sistemas modernos de defensa personal como el Kempō estadounidense y el Kajukenbo. Lima lama es un arte marcial con influencias de Boxeo,  sil lum kung-fu, American kempo de Ed Parker estadounidense, entre otras. 
Lima lama está considerado un arte marcial «Letal»; consiste en movimientos fluidos y rítmicos, casi dancísticos. Aproximadamente el 60% de su repertorio consiste en técnicas y movimientos de mano. También contiene movimientos de control y derribe así como pelea con palo y cuchillo.
Los movimientos que le fueron enseñados en un principio fueron simples sin debida forma. La falta de sofisticación le dieron al joven Tino la libertad que necesitaba para crear y desarrollar cada movimiento hasta que el cuerpo, y la mente trabajen en armonía. Utilizando propiamente este sistema de defensa, desempeña la necesidad en el humano no solo para preservación propias sino también respeto para toda la vida a través de la mente, el cuerpo. La mano es el instrumento perfecto cuando usado apropiadamente, puede acariciar o golpear a un enemigo; muestra fuerza o descansa en paz.
Lima lama es un sistema de Arte Marcial de Ofensa – Defensa. G.M. Tino consideraba que el mejor sistema de defensa propia es una ofensa perfeccionada. El Sr. Tino consideraba Lima lama como un regalo de Dios. Su sistema de defensa personal tiene fundación en la creencia de que "dios autoriza al ser humano". Los practicantes de Lima lama no se inclinan ni reverencian, aunque respetan la tradición de todos los estilos que lo hacen, el estudiante de Lima lama se inclina a Dios y solo a Dios, según las enseñanzas de G.M. Tino Tuiolosega.

### Relación de técnicas
- Defensa Personal
- Técnicas Básicas
- Técnicas Simples
- Técnicas Dobles
- Técnicas Triples
- Técnicas Complejas
- Técnicas Complementaria
- Conceptos de mata
- Conceptos de lanza
- Conceptos de  boxeo y no existe el boxeo polinesio
- Conceptos set - A golpe fulminante

## Difusión
El arte tiene un amplio seguimiento en sur y Centroamérica[cita requerida]. También hay un número[¿cuántos?] de escuelas activas en los Estados Unidos, México, Guatemala, El Salvador, Honduras y España, entre otros.[cita requerida]

## Fundador
El gran maestro y Fundador Tu'mamao «Tino» Tuiolosega[cita requerida] fue miembro de la familia real samoana, hijo del rey de Olofu-Olosega.[cita requerida] Estudió aikido, sil lum kung-fu, judo, boxeo, hung gar y otras artes marciales en su juventud[cita requerida] y fue instruido en las artes marciales polinesias tradicionales por su padre y tío.[cita requerida] Sirvió en el ejército de los Estados Unidos durante la década de 1950,[cita requerida] participando en la batalla de Inchon y sirviendo como instructor de combate cuerpo a cuerpo.

## Organizaciones de LIMA LAMA
Existen diversas organizaciones en el mundo cuyos dirigentes son descendientes directos del fundador del arte y aquellos quienes son alumnos directos o indirectos de Tino Tuiolosega. Algunas de las organizaciones más importantes son:

Todas las siguentes organizaciones están avaladas y cuentan con certificación oficial: 
- WFLL (World Federation of Lima Lama)
- Federación Internacional de Lima Lama (FILL).

Actualmente la Federación Internacional DE LIMALAMA se encuentra afiliada a WMAGC, el comité de los juegos mundiales de artes marciales, el cual es miembro de TAFISA (The Association For International Sport for All) la Asociación Internacional de Deporte para Todos. Limalama México (FEMEDELL) es miembro
- (FENADELL)
- Federación Nacional de             Lima Lama A.C.
- GEOS
- FEDERACIÓN MEXICANA NACIONAL DE LIMA LAMA (FENADELL) [11]
- Tigres Dorados
- Última Defensa[12]
- FILWU® marca de registro. (World United Limalama)
- Ayac Yuan
- Federación Hondureña de Limalama
- Makipi
- Club Samoa
- Club lobos MMA
- Iloa
- FNL LIMA LAMA® marca de registro
- Dragones
- LIMA LAMA JOSKI

CLUB LOBOS MMA
Academia fundada por el profesor A. Sotero Guevara Cruz, en el año 2005, en un principio se llamó Lobos Limalama defensa personal real, con el tiempo se incorporaron las disciplinas de kick boxing y MMA, cambiando su nombre en el año 2012 a Club lobos MMA. En esta organización, se busca el desarrollo de la técnica de limalama lo más apegado posible a la idea de su creador, simplificando las técnicas, para reducir su tiempo de ejecución, y hacerlas mejor aplicables en situaciones reales. En lobos, se adapta el entrenamiento en niños, jóvenes y adultos, con programas progresivos acorde a las necesidades del practicante, con respaldo en los programas de educación física avalados por la SEP.

## GEOS
Se fundó por el Maestro Geovanni Bonilla Vega en Tampico Tamaulipas México, el 15 de octubre del 2017, se considera un sistema de defensa personal efectivo con movimientos fuertes y rápidos.

## Federación Internacional de Limalama (FILL)
Se conformó por el maestro Jorge Vázquez Ceballos en 1990 y está compuesta por los siguientes países y representantes:
- Costa Rica presidida por el maestro Pedro García
- Ecuador presidida por el maestro Luis E. Pérez
- El Salvador presidida por el maestro Vladimir Hernández
- España presidida por el maestro Sergio Moreno
- Honduras presidida por el maestro Oscar Zelaya
- México presidida por el maestro César Fernández Montiel

## Formas
La forma es equivalente de la kata en el karate. Es una manifestación Artística y Técnica de un combate imaginario contra uno o varios individuos a la vez, demostrando en esta, características tan importantes como son:
- Fuerza - Cualquier cosa capaz de obrar, de producir un efecto y cualquier acción que modifica el estado de reposo o movimiento de un cuerpo.
- Técnica - Es el conjunto de procedimientos propios de un Arte, Ciencia u Oficio y la habilidad con que se utilizan esos procedimientos.
- Coordinación - Acción y efecto de coordinar, o sea, disponer cosas Metódicamente, reuniendo esfuerzos para un objeto en común.
- Equilibrio - Estado de reposo de un cuerpo sometido a dos fuerzas que se contrarrestan.
- Plástica - Aspecto de una persona o cosa desde el punto de vista de la estética.

Las formas difieren de estilo a estilo en Limalama dado que no existe un programa oficial que unifique la técnica en dichos estilos. Las formas más practicadas son las creadas en México por los alumnos del maestro Tino.[cita requerida]
Por mencionar algunas 
- Lua
- Básica A
- Moli
- Básica B
- Moana
- Básica C
- Ula Kui
- Básica D
- Lima Imua
- k IMUA
- Jaguar
- Tigre
- Tecnicas Avanzadas
- Nipi
- Garra de Águila
- Mono
- Danza de la muerte

### Defensa personal
El contenido técnico de Lima lama es diferente de país a país, pero consiste (de manera muy similar al kempo estadounidense) en técnicas rápidas y precisas de contraataque que van de lo simple a lo complejo, en donde se usan todas las herramientas del cuerpo[¿cuál?] para golpear, bloquear, controlar, derribar, etc. 
Una peculiaridad del lima lama es el énfasis en la patada frontal pero en sentido descendente o golpe a los testículos para rematar al rival caído.
El Lima lama se sustenta en la defensa personal y la práctica sin armas, pero dado la diversificación para su introducción al público de todas las edades algunas organizaciones realizan torneos y competencias donde se aprecian formas con armas, combate por puntos y combate continuo (light y fullcontact).